# Windy na Kanale Centralnym
Windy na Kanale Centralnym - cztery hydrauliczne dźwigi na historycznym Kanale Centralnym w środkowej Belgii w miejscowości La Louvière, pochodzące z ok. 1900 roku. Wpisane są na Listę światowego dziedzictwa UNESCO w 1998 roku (na podstawie kryterium III i IV). W uzasadnieniu wpisano: "są zabytkami przemysłowymi najwyższej jakości". 
Łączą one rzeki Mozę ze Skaldą i są to:
- Winda nr 1 (Houdeng-Goegnies)
- Winda nr 2 (Houdeng-Aimeries)
- Winda nr 3 (Bracquegnies)
- Winda nr 4 (Thieu)